# Lapseki
Lapseki (em grego: Λάμψακος; romaniz.: Lampsakos; Pityusa, Pityussa ou Lâmpsaco na Antiguidade) é um distrito (em turco:  ilçeler) da província de Çanakkale que faz parte da região de Mármara da Turquia. Com 882 km², em 2010 a sua população era de 26 375 habitantes (densidade: 29,9 hab./km²), dos quais 10 889 moravam na cidade.
Situado na margem oriental do estreito dos Dardanelos (antigo Helesponto) e extremidade sudoeste do mar de Mármara, o distrito é célebre pelos seus pêssegos e principalmente pelas suas cerejas. Todos os anos, no início de junho, é realizado um festival de cerejas na cidade. A principal atividade dos habitantes é a agricultura, embora a pesca e o turismo também tenham alguma importância.

## Mitologia
Foi em Lâmpsaco que a deusa Vênus deu à luz Príapo, quando voltava de seu encontro com Baco, então em sua expedição à Índia. O nome antigo da cidade era Pityussa. O seu rei, Mandron, convidou Fobo, da Foceia, que era da família de Codro, a trazer colonos da Foceia, prometendo dar parte da sua terra. Os colonos prosperaram, pilhando os bárbaros vizinhos, e tornaram-se alvo da inveja dos nativos, que planearam matá-los. Lampsace, a filha do rei, soube dos planos, e contou aos gregos os planos de traição. Estes tomaram a iniciativa e mataram os homens da cidade. Lampsace morreu de doença, e o rei Mandron pediu para sair da cidade, levando os filhos e as esposas dos homens mortos. A cidade passou a chamar-se Lampsace em homenagem à princesa morta, que recebeu honras heroicas e recebeu sacrifícios como uma deusa.

## História
A cidade foi fundada por colonos gregos de Foceia no século VI a.C.. Pouco tempo depois tornou-se uma dos principais rivais de Mileto, controlando as rotas comerciais do Helesponto. O nome moderno em turco deriva do  antigo nome grego. Lâmpsaco era uma das quatro cidades das costas do Helesponto.
Neste cidade, segundo Pausânias, o principal deus adorado era Príapo, considerado filho de Dionísio e Afrodite. Havia festivais em honra a Príapo, onde o povo se entregava a toda sorte de lascívia.
A cidade esteve sob o domínio bizantino durante um longo período, até ser conquistada pelos Otomanos por Solimão Paxá em 1356. No fim da Primeira Guerra Mundial foi ocupada por tropas britânicas e francesas, que só abandonaram a região a 25 de setembro de 1922, perto do fim da Guerra de independência turca. No distrito encontram-se os túmulos de 15 000 soldados que perderam a vida naquela guerra.